# 涂光群
涂光群（1933年3月25日—2019年12月28日），男，湖北黄陂人。中国作家，文学杂志编辑，《传记文学》原主编。

## 生平
1933年农历2月30日生于湖北省武汉市，原籍黄陂县。抗日战争期间在松滋县上小学。1950年毕业于武汉中原大学文艺学院文学创作专业。后在李季领导的《长江文艺》担任编辑。1953年调入《人民文学》社工作，时年20岁，成为杂志社最年轻的编辑。1956年起，历任《人民文学》小说、散文组副组长及小说组长、编辑部副主任，中国作家协会创作研究室副研究员（1982年－1984年），文化艺术出版社作品编辑部主任（1984年－1987年），《传记文学》主编（1987年－1995年），编审。离休后任《百年潮》杂志编委。享受国务院政府特殊津贴。2019年12月28日逝世。

## 作品
1949年开始发表作品，1962年加入中国作家协会。1990年代，以伍宇等笔名，在《传记文学》的不同栏目发表谢冰心、沙汀、艾芜、郭小川、李季等人的印象片段。
著有长篇报告文学《踏上地球之巅》（合作），散文集《西域探奇录》《荒漠奇缘》《浪漫的爱之梦》《中国文坛写真》《中国三代作家纪实》，中短篇小说集《两栖人》（1992年），随笔集《人生六语》，游记集《走遍神州》，传记文学集《人生的滋味》《五十年文坛亲历记》。主编《走近名作家》《艺坛往事录》《心灵的隐秘》《缪斯的背影》等书籍。